# Регіу
Регіу (рум. Reghiu) — село у повіті Вранча в Румунії. Входить до складу комуни Регіу.
Село розташоване на відстані 162 км на північ від Бухареста, 25 км на захід від Фокшан, 98 км на північний захід від Галаца, 99 км на схід від Брашова.

## Населення
За даними перепису населення 2002 року у селі проживали 324 особи, усі — румуни. Усі жителі села рідною мовою назвали румунську.